# Tomb Invader
Pour plus de détails, voir Fiche technique et Distribution.
Tomb Invader est un téléfilm d'aventures américain réalisé par James H. Thomas, sorti en 2018. Le film a été produit par The Asylum. Il met en vedettes dans les rôles principaux Gina Vitori, Andrew J Katers et Samantha Bowling.

## Synopsis
L’archéologue Julie Channing recherche dans un temple chinois le mythique « cœur de dragon ». Après avoir choisi la mauvaise clé, le temple s’effondre et Channing et son équipe sont tués. Vingt ans plus tard, Alabama « Ally » Channing, la fille de Julie, est archéologue et elle enseigne à temps plein en tant que professeur à l’Université d’Emeron. Dans une grotte au Moyen-Orient, esquivant tous les pièges, elle découvre un coffre. Un peu plus tard, elle échappe à une troupe de soldats armés. Un jour, elle est approchée par Isabelle Villeneuve, qui lui donne une boîte contenant le journal de bord de sa mère Julie et un téléphone. Ce dernier se met soudainement à sonner. L’interlocuteur qui appelle se révèle être Tim Parker, un milliardaire, qui demande à Ally de le rejoindre en Chine.
Ally et ses amis Helena (également archéologue) et Bennie Blum (géologue), voyagent jusqu’en Chine. Tim Parker les y attend déjà. À ses côtés se trouvent sa petite amie Isabelle et le chasseur de trésors indépendant Nathan Carter. Carter est connu d’Ally parce qu’il cherche des artefacts anciens seulement dans l’intention de gagner de l’argent. Il ne porte aucun intérêt à leur signification historique et scientifique. Tim Parker explique qu’il essaie de terminer le travail de la mère d’Ally et de récupérer le cœur du dragon. Ally et ses amis acceptent de les aider. La nuit suivante, leur camp est attaqué par un groupe d’habitants qui tuent Isabelle et kidnappent Nathan. Les membres restants du groupe poursuivent la mission.
Nathan Carter est emmené chez le chef local, Jian. Ce dernier reproche à ses sbires d’avoir tué Isabelle. Les habitants parlent à Jian d’une jeune femme qui faisait partie du groupe de Carter. Jian veut savoir de qui il s’agit. Nathan révèle que c’est Alabama Channing. Ally et les autres suivent Nathan et les habitants jusqu’à leur camp mais sont pris en embuscade. Bennie perd connaissance, mais Ally tue son agresseur et se rend compte qu’ils doivent se rapprocher de Nathan. Elle part seule, mais est capturée peu de temps après. Li Wei, l’adjoint de Jian, se moque d’elle, mais Ally parvient à se libérer de ses chaînes et à affronter ses adversaires pour se battre. 
Avec Nathan, elle parvient à s’échapper, mais bientôt ils sont capturés à nouveau par Jian. Jian révèle à Ally qu’il connaissait sa mère. Jian dit à Ally que grâce au cœur du dragon, il souhaite réunifier la Chine. Il lui demande de l’aider. Elle accepte. Tim Parker ordonne à Nathan de s’en tenir à sa mission et de trouver le cœur du dragon. Dans le temple démoli, le groupe tente d’éviter les pièges dans les couloirs. Cependant, Bennie est tué par une flèche empoisonnée et Helena est blessée lors d’un éboulement. Lorsque le groupe ne sait plus comment continuer, Tim propose de s’assurer que le chemin est sûr. Nathan révèle que Tim n’a pas l’intention de donner à Jian le cœur du dragon, mais veut l’utiliser lui-même. 
Ally tombe dans le temple sur une gemme brillante, qui, selon Tim, est le cœur en question. Ally, Nathan et Tim ont un conflit violent. Un garde de pierre apparaît et se dresse sur le chemin d’Ally et Nathan afin que Tim puisse s’échapper. Ally et Nathan battent le Gardien, qui ouvre une porte et révèle une épée, qui est le véritable cœur du dragon. Le temple commence maintenant à s’effondrer complètement. Ally et Nathan se précipitent vers Helena pour la sortir du temple. Pendant ce temps, Tim se perd dans le temple et est tué par la chute de débris. À l’extérieur du temple, Ally présente à Jian le cœur du dragon. Il est ravi et demande ironiquement s’il y a d’autres reliques cachées qu’elle peut chercher pour lui. De retour à l’Université Emerson, Ally enseigne à ses étudiants. Helena, rétablie, entre dans la salle de classe, et laisse entendre à Ally d’un regard qu’une autre aventure les attend. Ally termine son cours.

## Distribution
- Gina Vitori : Alabama « Ally » Channing
- Andrew Katers : Nathan
- Samantha Bowling : Helena
- Evan Weinstein : Tim Parker
- Shawn McConnell : Bennie Blum
- Lindsay Sawyer : Isabelle Villeneuve
- Val Victa : Jian
- Jordan Williams : Peter Yapp
- Kate Watson : Michelle
- John Wusah : Li Wei
- Tammy Klein : Julie Channing
- Sam Ganguly : sergent Gamal

## Production
Il s’agit d’un mockbuster de Tomb Raider, qui est sorti le 15 mars 2018 dans les cinémas germanophones et le lendemain dans les cinémas américains. Tomb Invader a connu sa première diffusion quelques jours plus tôt, le 9 mars 2018. En Allemagne, il a été diffusé à la télévision sur Tele 5 le 27 octobre 2018.

### Tournage
Le tournage a eu lieu à Griffith Park, y compris Bronson Canyon. D’autres endroits comprenaient un studio de cinéma à Los Angeles et Santa Clarita.

## Accueil

### Réception critique
Filmdienst décrit un « Mockbuster du studio de déchets The Asylum, qui est ouvertement basé sur Tomb Raider et les films Indiana Jones. Filmé sans imagination et apathique, le film remplit son mini-budget avec des astuces médiocres et des paysages de la Chine, et ne s’élève guère au niveau de la comédie involontaire.
TV Today le juge « Naïf – aucun trésor cinématographique n’est déterré ici. »
Dans l’Internet Movie Database, le film a une note de 2,6 étoiles possibles sur 10,0 (au 15 octobre 2022) avec plus de 750 votes.